# 2-й провулок Малюги (Мелітополь)
2-й провулок Малюги — провулок в Мелітополі. Починається від вулиці Івана Франка як майже пряме продовження Лютневої вулиці, а закінчується на околиці міста біля Піщаного струмка.

## Назва
Провулок названий на честь Миколи Семеновича Малюги (1918—1945) — мелітопольського танкіста, Героя Радянського Союзу (посмертно за винятковий героїзм при форсуванні річки Одер).
У Мелітополі також є однойменні вулиця Малюги і 1-й провулок Малюги.

## Історія
Рішення про найменування проєктної вулиці затверджено 21 березня 1968 року.